# 政治体制
政治体制（せいじたいせい、英語: political system）とは、ある国家における政治的諸制度の総体のことを指す。

## 政治学上の定義
政治体制（political regime）は多くの場合「政治システム」（political system／政治体系）と区別され、別個に規定されている（政治システムについてはデイヴィッド・イーストンも参照）。
第一には、政治体制を制度の集合と見たうえで静態的な構造概念として捉える見方によって区別されている。特にイーストンの「政治システム」のうち、機能的側面を捨象した構造概念として捉えられることが多い。
第二には、政治体制を支配-服従関係の側面に注目した概念と捉える見方によって区別されている。政治体制を政治制度の総体と言う場合、服従を確保し安定した支配を持続している諸制度を前提として考えることが一般的であり、特に「体制」という語によって、そのなかにおける支配-服従関係を捉えようとすることが多い。
第三に、政治システムが自己再生産的に可変的であるのに対して、政治体制はしばしば変動し、放棄され、新たなものに移行するものと捉えられている点が政治システム概念との大きな違いである。政治体制を構成する諸制度は相互に連関した1つのセットとして把握され、支配－服従関係のあり方を表現するものとして把握される。一つの政治体制が放棄されたときには支配－服従関係の変化とも捉えられる。

## 政治体制分類
近代以降における政治体制の類型として最も広く流布するものは、ホアン・リンスによる民主主義体制、権威主義体制、全体主義体制の三分法である。ほぼ全ての体制はこの3つのいずれかに分類できる。しかし、リンス自身による修正も含め、政治体制の類型と特徴付けは他にも多数ある。例えば、リンスはこの3つにポスト全体主義体制、スルタン主義体制を加え、若干の修正を行っている。